# Lythrurus atrapiculus
Lythrurus atrapiculus är en fiskart som först beskrevs av Snelson 1972.  Lythrurus atrapiculus ingår i släktet Lythrurus och familjen karpfiskar. Inga underarter finns listade i Catalogue of Life.